# Vlag van Arnhem

Vlag van de gemeente Arnhem

Oude onofficiele vlag

De vlag van Arnhem is op onbekende datum vastgesteld als de gemeentelijke vlag van de Gelderse gemeente Arnhem. De vlag kan als volgt worden beschreven:
twee evenhoge banen, boven wit, onder blauw met aan de broekzijde het vignet van het een in het ander.
De vlag bestaat uit twee banen van gelijke hoogte in de kleuren wit en blauw. Aan de linkerkant van de vlag is een dubbelkoppige adelaar afgebeeld, in tegengestelde kleuren. De kleuren en de adelaar zijn afkomstig van het gemeentewapen, maar de adelaar is gestileerd weergegeven zoals ook op het gemeentelijke logo.

## Eerdere vlag
Sierksma vermeldt in 1962 een vlag met twee even hoge banen van blauw en wit, die niet was vastgesteld maar door de burgerij bij bepaalde gelegenheden werd gebruikt.

## Verwante afbeeldingen

Wapen van Arnhem

Aalten ·
Apeldoorn ·
Arnhem ·
Barneveld ·
Berg en Dal ·
Berkelland ·
Beuningen ·
Bronckhorst ·
Brummen ·
Buren ·
Culemborg ·
Doesburg ·
Doetinchem ·
Druten ·
Duiven ·
Ede ·
Elburg ·
Epe ·
Ermelo ·
Harderwijk ·
Hattem ·
Heerde ·
Heumen ·
Lingewaard ·
Lochem ·
Maasdriel ·
Montferland ·
Neder-Betuwe ·
Nijkerk ·
Nijmegen ·
Nunspeet ·
Oldebroek ·
Oost Gelre ·
Oude IJsselstreek ·
Overbetuwe ·
Putten ·
Renkum ·
Rheden ·
Rozendaal ·
Scherpenzeel ·
Tiel ·
Voorst ·
Wageningen ·
West Betuwe ·
West Maas en Waal ·
Westervoort ·
Wijchen ·
Winterswijk ·
Zaltbommel ·
Zevenaar ·
Zutphen